# Верблюзька сільська рада
| Верблюзька сільська рада — колишній орган місцевого самоврядування у Новгородківському районі Кіровоградської області з адміністративним центром у с. Верблюжка. Сільській раді були підпорядковані населені пункти: - с. Верблюжка |

## Склад ради
Рада складалася з 20 депутатів та голови.

### Керівний склад ради
| ПІБ                       | Основні відомості                                                                      | Дата обрання | Дата звільнення |
| ------------------------- | -------------------------------------------------------------------------------------- | ------------ | --------------- |
| Пинькало Микола Федорович | Сільський голова, 1951 року народження, освіта, безпартійний                           | 26.03.2006   | 08.08.2008      |
| Кулик Любов Федорівна     | Сільський голова, 1961 року народження, освіта, Всеукраїнське об'єднання 'Батьківщина' | 30.11.2008   | 31.10.2010      |
| Кулик Любов Федорівна     | Сільський голова, 1961 року народження, освіта вища, позапартійна                      | 31.10.2010   |                 |

Примітка: таблиця складена за даними джерела

## Населення
Згідно з переписом УРСР 1989 року чисельність наявного населення сільської ради становила 3199 осіб, з яких 1459 чоловіків та 1740 жінок.
За переписом населення України 2001 року в сільській раді мешкало 2865 осіб.

### Мова
Розподіл населення за рідною мовою за даними перепису 2001 року:
| Мова       | Відсоток |
| ---------- | -------- |
| українська | 97,65 %  |
| російська  | 1,37 %   |
| молдовська | 0,49 %   |
| білоруська | 0,21 %   |
| польська   | 0,04 %   |
| угорська   | 0,04 %   |